# IC 749
IC 749 ist eine spiralförmige Zwerggalaxie vom Hubble-Typ SBcd im Sternbild Großer Bär am Nordsternhimmel. Sie ist schätzungsweise 38 Millionen Lichtjahre von der Milchstraße entfernt und hat einen Durchmesser von etwa 25.000 Lichtjahren. Die Galaxie bildet gemeinsam mit IC 750 das gravitativ gebundene Galaxienpaar Holm 313 und ist Mitglied des Ursa-Major-Galaxienhaufens.
Im selben Himmelsareal befinden sich u. a. die Galaxien  IC 751 und IC 752.
Das Objekt wurde am 22. April 1892 vom österreichischen Astronomen Rudolf Ferdinand Spitaler entdeckt.